# Нюша
Ню́ша Володи́мирівна Шу́рочкіна — (нар. 15 серпня 1990, Москва, РРФСР) — російська співачка, автор пісень, виконавиця, танцюристка.
З 7 січня 2023 року перебуває під санкціями РНБО за антиукраїнську діяльність.

## Біографія
Народилася 15 серпня 1990 в родині музикантів. Батько — колишній учасник музичного колективу «Ласковый май» Володимир Шурочкін, який і є її продюсером. Нюша потрапила на студію в п'ять років і записала «Пісеньку великій ведмедиці». У дванадцять Нюша почала виступати на сцені. У 17 років вона змінила в паспорті ім'я Анна на Нюша.

## Творчість

### Радіосингли
| Рік  | Назва                                                         | Чарти                 | Чарти                     | Чарти                           | Чарти                          | Чарти                           | Чарти                         |
| Рік  | Назва                                                         | Russian Airplay Chart | Moscow Airplay TopHit 100 | Sp.Peterburg Airplay TopHit 100 | Підсумковий річний (радіочарт) | Російський чарт цифрових треків | Підсумковий річний (цифровий) |
| ---- | ------------------------------------------------------------- | --------------------- | ------------------------- | ------------------------------- | ------------------------------ | ------------------------------- | ----------------------------- |
| 2009 | «Вою на Луну»                                                 | 37                    | 33                        | 18                              | 96                             | —                               | —                             |
| 2010 | «Не перебивай»                                                | 1                     | 5                         | 6                               | 35                             | 3                               | 10                            |
| 2010 | »Выбирать чудо"                                               | 1                     | 1                         | 1                               | 8                              | 1                               | 5                             |
| 2011 | «Больно»                                                      | 1                     | 4                         | 3                               | —                              | 1                               | —                             |
| 2011 | «Plus Pres (We Can Make it Right)» (Gilles Luka feat. Nyusha) | 62                    | 88                        | 55                              | —                              | —                               | —                             |
| 2011 | «Выше»                                                        | —                     | —                         | —                               | —                              | —                               | —                             |

### Дискографія
- Выбирать чудо (2010)
- Объединение (2014)

### Відеокліпи
- 2009 — «Вою на Луну»
- 2010 — «Не перебивай»
- 2010 — «Выбирать чудо»
- 2011 — «Plus Près (We Can Make It Right)»
- 2011 — «Больно»
- 2011  — «Выше»
- 2012 — «Воспоминание»
- 2012 — «Новый Год»
- 2013 — «Наедине»
- 2014 — «Только / Don't You Wanna Stay»
- 2014 — «Цунами»
- 2014 — «Леди N (рекламный)»
- 2015 — «Где ты, там я»
- 2016 — «Целуй»

### Озвучка мультфільмів
- 2012 — «Снігова Королева» — Герда
- 2014 — «Снігова Королева 2: Перезаморозка» — Герда

## Цікаві факти
- Сайт «Миротворець» вніс Шурочкіну Анну Володимирівну в розділ «Чистилище» через «неодноразове незаконне перетинання державного кордону України» в серпні 2016 і квітні 2017 року[9].

## Санкції
6 січня 2023 року Нюша Шурочкіна була додана до санкційного списку України.